# Tom Towles
Thomas Towles  (Illinois, 20 de Março de 1950 - Pinellas, 5 de Abril de 2015) foi um ator estadunidense.

## Carreira
Com sua aparência careca e de bigode fazia personagens pouco simpáticos, e tornou-se conhecida pelos filmes do diretor Rob Zombie em que atuou, como "A Casa dos 1000 Corpos" (2003), "Rejeitados Pelo Diabo" (2005), "Halloween - O Ínicio" (2007) ele fez o tenente nazista Boorman no trailer falso "Werewolf Women of the SS", que faz parte do projeto "Grindhouse" (2007), projeto de Robert Rodriguez e Quentin Tarantino.
Towles viveu no cinema personagens memoráveis, como o psicopata assassino Otis de "Henry: Retrato de um Assassino" (1986), dirigido por John McNaughton, e um zumbi sobrevivente do apocalipse no remake de "A Noite dos Mortos-Vivos" em 1990.
Ele também participou do remake de "A Mansão do Terror" (1991), "Ameaça do Espaço" de McNaughton (1991), "Home Sick (2007) e "Blood on the Highway" (2008).
Já em séries televisivas, o ator ainda participou do elenco "Seinfeld", "Nova York Contra o Crime", "Plantão Médico", "Jornada nas Estrelas: Voyager" e "Firefly".
Tom Towles morreu no hospital de Pinellas, na Flórida, devido a complicações após sofrer um AVC (acidente vascular cerebral).